# Joseph-Félix Descôteaux
Pour l’article homonyme, voir Descôteaux.
Joseph-Félix Descôteaux (17 mars 1863-13 juillet 1931) est un agriculteur et homme politique fédéral et municipal du Québec.

## Biographie
Né à Sainte-Monique dans la région du Centre-du-Québec, M. Descôteaux étudia au Collège commercial Sainte-Anne de Yamachiche. Il devint ensuite président de la société d'agriculture du comté de Nicolet et directeur de la Société Coopérative de Québec. 
Il entame sa carrière en politique en devenant maire de la municipalité de Sainte-Monique dans le comté de Nicolet de 1898 à 1904. Élu député du Parti libéral du Canada dans la circonscription fédérale de Nicolet lors d'une élection partielle déclenchée après la démission du député sortant, Arthur Trahan, en 1923, il est réélu en 1925 et 1926. Il ne se représente pas en 1930.